# Sven Kacirek

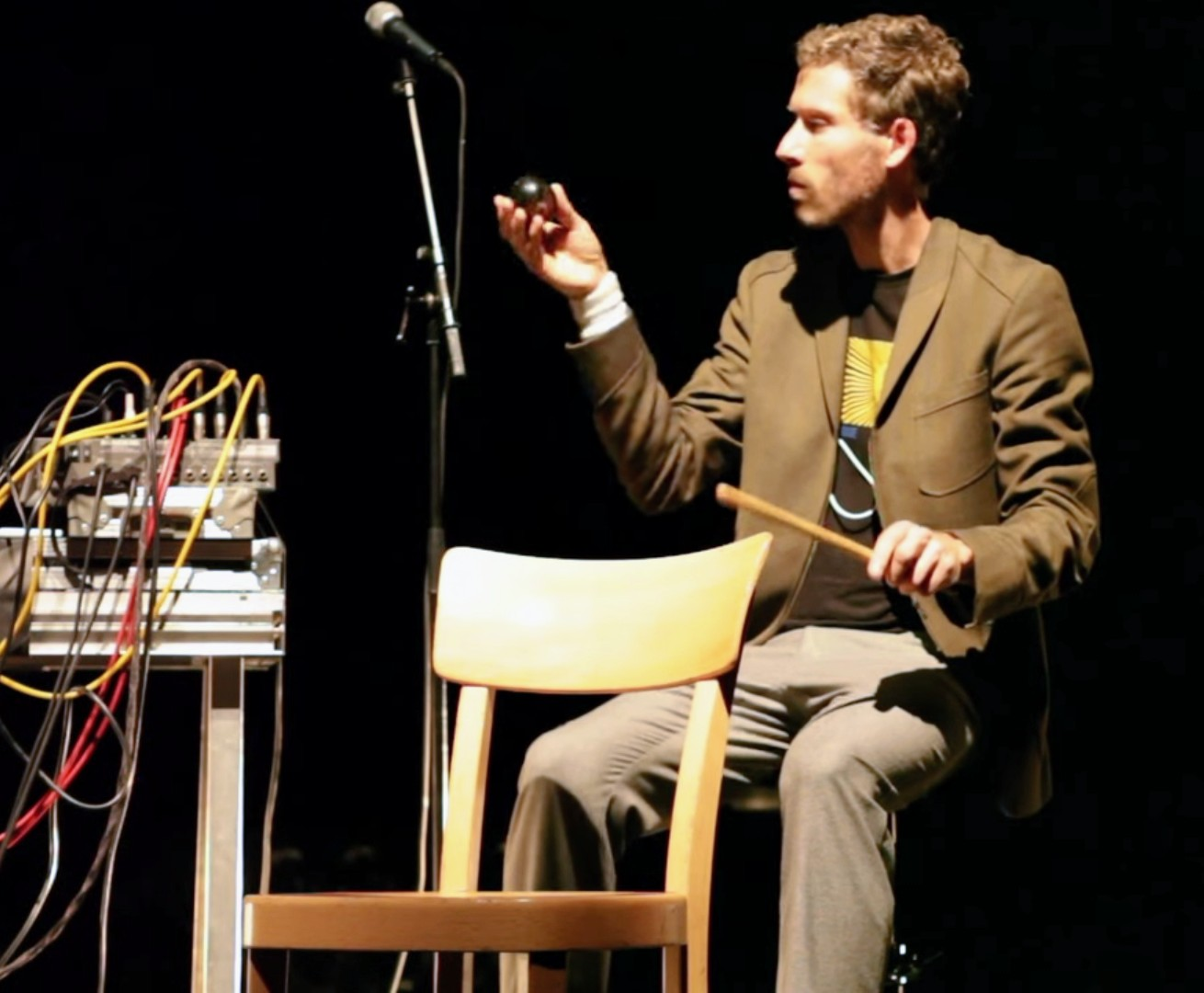
Sven Kacirek (2012)

Sven Kacirek (* 1975 in Hamburg) ist ein deutscher Schlagzeuger, Produzent, Buchautor und Dozent.

## Lebenslauf
Kacirek studierte bei Jost Nickel an der Yamaha Music Station (Hamburg), bei Kim Plainfield am Drummers Collective (New York City), bei René Créemers und Joop van Erven (Arnheim) sowie bei Udo Dahmen an der Musikhochschule in Hamburg.

## Musikalische Tätigkeit
Sven Kacirek spielte 1999 und 2000 auf dem World Drum Festival und widmete sich in den folgenden Jahren der akustischen Umsetzung programmierter Drumbeats verschiedener Stilistiken wie Drum and Bass, House, Elektro oder Trip-Hop. Er veröffentlichte die Bücher Drum´n bass-Creative Concepts For Drummers (Alfred Publ. 2000) und Secret Drum Grooves (Alfred Publ. 2004). Mit dem Hamburger Projekt field veröffentlichte er die Alben Cocoon und Trespass, sowie die EP Stretch Your Hands Out. 2007 erschien sein erstes Soloalbum The Palmin Sessions bei Pingipung/Kompakt, A-Musik.
Ferner arbeitete Sven Kacirek in den letzten Jahren in diversen Projekten für die Choreographinnen Angela Guerreiro und Silke Z.
Neben diesen aktiven Musikalischen besetzt Kacirek ebenfalls eine Dozentenstelle an der Berufsfachschule Hamburg School of Music.

## Diskografie
- „field – cocoon“ (2001)
- „field – trespass“ (2003)
- „Sven Kacirek – The Palmin Sessions“ (2007)
- „The Kenya Sessions“ (2010)
- „The Kenya Reworks“ (2011)
- „Scarlet Pitch Dreams“ (2012)
- "European Partnership Agreement" mit Daniel Mburu Muhuni (2017)

## Bücher
- Drum´n bass-Creative Concepts For Drummers (2000), Alfred Publ., ISBN 978-3933316653
- Secret Drum Grooves (2004), Alfred Publ., ISBN 978-3933136237